# Joanna Saturna
| Allmänt                                    | Allmänt                              |
| ------------------------------------------ | ------------------------------------ |
| Modell                                     | Gaffelskonare                        |
| Material                                   | Skrovet är av stål                   |
| Besättning i inrikestrafik                 | 53                                   |
| Besättning i utrikestrafik                 | 18                                   |
| Sydligaste stad Joanna Saturna besökt      | Brest, Frankrike                     |
| Längst man kommit seglandes under ett dygn | 168 sjömil                           |
| Historik                                   |                                      |
| Byggnadsvarvet                             | de Hoop varvet, Vlaardingen, Holland |
| Sjösatt                                    | 30.5.1903                            |
| Teknisk data                               |                                      |
| Längd                                      | 34m                                  |
| Bredd                                      | 6m                                   |
| Djupgående                                 | 2,85                                 |
| Deplacement                                | 155 ton                              |
| Segelyta                                   | 420m2                                |
| Huvudmast                                  | 30m                                  |
| Fart                                       | 8 knop                               |
| Max. fart med segel                        | 12,4 knop                            |
| Max. fart med motor                        | 10 knop                              |
| Motor                                      | Sisu Diesel 645, DSBIM, 350 HP       |

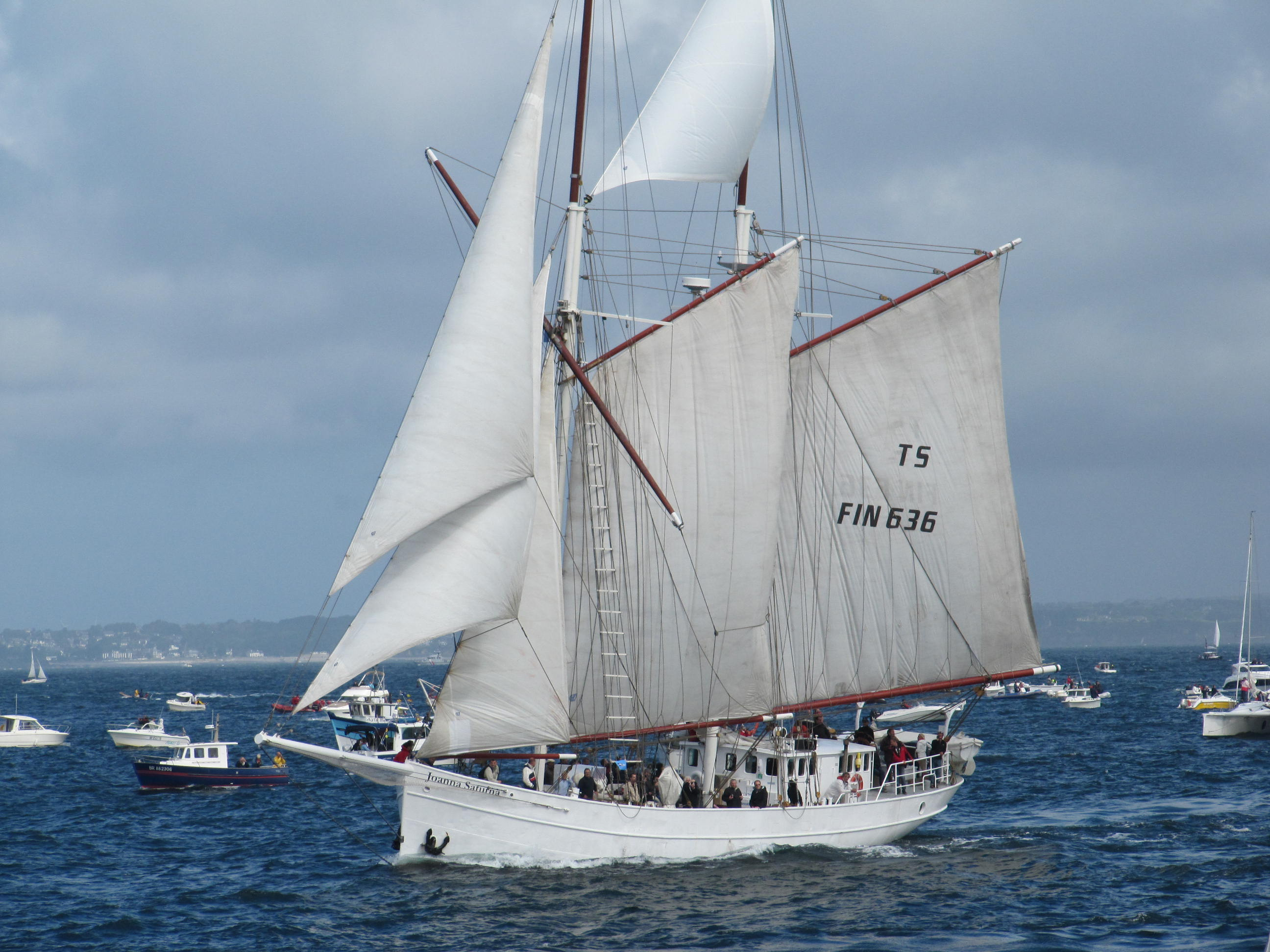

Joanna Saturna är Finlands äldsta segelfartyg i chartertrafik.

## Historia
Joanna Saturna blev färdigbyggd och sjösattes 30 maj 1903, i Vlaardingen i Holland. Fartyget byggdes av  Gebr.van der Windt på de Hoop-varvet åt J.H Warneke från Den Haag. Båten döptes till Joanna Saturna och registrerades med symbolen VL.74 i Vlaardingen. Skeppets första ägare var Leendert Hoogendijk.
Fartyget byggdes för att frakta sill och de 25 första åren rörde sig Joanna Saturna med endast segel. Den var byggd som alla fiskefartyg på den tiden, utom att fartyget hade en loggertrigg, vilket inte var så vanligt. Loggertriggen har inte varit där från första början, utan troligtvis har den byggts med åren, då erfarenheten blivit större.
25 augusti 1927 såldes fartyget till Hamburg, Tyskland. Den nya ägaren omvandlade segelfartyget till ett fraktfartyg som rörde sig med motor (Motorn: 30HP Deutche Werke). Fartyget omdöptes i mars 1928 och fick namnet Marie. Fartyget spåddes ingen framtid. Det hade byggts för att tjäna som en familjs levebröd. Det enda som representerade de nya tiderna var dess järnskrov.
5 mars 1931 köptes Marie av Jacob M. Witt och dess nya hemstad blev Finkenwerder i Tyskland. 1955 såldes fartyget vidare till Arnfinn Nodeviik i Haugesund, Norge, och namnet byttes till Rani. Motorn ändrades till en 90HP Wichmann. Med åren byttes alltså motorn till en större, riggen blev mindre och fartygets namn ändrades flera gånger.
1958 såldes båten till Aanen och Theodor Mörkesdal från Mandal, Norge. År 1966 köptes båten av Invaldsen från Haugensund, Norge för 170 000 norska kronor. 1968 byttes ägaren till Raiden Iden. Daniel Veda köpte fartyget år 1976 från Bergen. Han installerade en ny motor 340 HP MTU. 1995 användes fartyget till att frakta sand.
Åren 1996–2000 ägdes båten av Einar Herner. Fartygets namn ändrades till Fjordsand.
Det finns inte många båtar som har seglat ett helt århundrade, genom två världskrig och under fyra olika flaggor. Allt som hör till fartygets förflutna hör också till Europas historia. Under första världskriget rörde sig fartyget i Holland som fiskefartyg. Under andra världskriget fungerade båten som ett fraktfartyg i Tyskland, främst i de södra delarna av Östersjön.
År 2000 köptes Fjordsand som var i användning som fraktfartyg av Mikko Karvonen från Finland. Einar Herner sålde båten till honom då han blev pensionerad vid 74 års ålder. I juni år 2000 seglade Karvonen och hans vänner hem fartyget från Bergen, Norge till Drumsö, Helsingfors, Finland. Resan på sådär 1100 mil gick utan problem. År 2003 fyllde skeppet 100 år och till sin ära fick hon tillbaka sitt ursprungliga namn Joanna Saturna. Fem år senare hade båten restaurerats till dess ursprungliga form och används nu som ett charterfartyg.

## Båtens restaurering i Finland
Mikko Karvonen hade en dröm om en stor båt. Han har ägt två stora båtar, men ville ha en ännu större. En som skulle vara beredd att plöja genom havet och som skulle behöva stabilitet och uthållighet av seglaren. Efter fem år av sökande hittade han Joanna Saturna och seglade hem båten från Bergen, Norge till Drumsö, Helsingfors. Planen var att restaurera båten till sin ursprungliga form. Som erfaren seglare visste Mikko Karvonen att han inte skulle klara av att restaurera den själv, så han lät professionella göra jobbet. Först revs hela båten. Det enda som blev kvar var järnskrovet, växellådan, axeln och propellern. År 2005 var fartyget klart. Hon hade omvandlats till en vacker tvåmastad gaffelskonare. Hans ursprungliga tanke då han köpte båten var att Joanna Saturna skulle användas till eget bruk, men idén om att använda fartyget i charterverksamhet växte i takt med projektet.
Nu är båten restaurerad och fungerar som passagerarfartyg och följer rederiet Trafis (trafiksäkerhetsverket) regler. Enligt de reglerna måste Joanna Saturna föras till en torrdocka med fem års mellanrum för att se till skrovet. Dessutom görs en mindre omfattande översikt av fartyget med högst 36 månaders mellanrum.

## Nuvarande aktivitet
Joanna Saturna fungerar som charterfartyg och seglar på Östersjön, Nordsjön, Engelska kanalen och längs Frankrikes kust, söder om Brest. Man anordnar kundevenemang, som personalrekrytering, sommarfester, möten, bröllops- och födelsedagsfester, klassutflykter och lägerskolor.
På en dagstur ryms sådär 50 personer ombord, men på längre resor lämpar sig båten för 14 passagerare. Båten är fullt utrustad med dagens bekvämligheter, med fullt utrustat kök med diskmaskin, luftkonditionering, centralvärme, golvvärme och 7 toaletter, dusch och bastu ombord.